# Jadakiss
Jadakiss, nome artístico de Jayson Tyrone Phillips, (Yonkers, 27 de Maio de 1975) é um rapper americano. Ele é membro do grupo de rap The LOX junto com "Sheek Louch" e Styles P.

## Carreira
Jadakiss faz parte do coletivo D-Block e ainda dos Ruff Ryders. Seu primeiro álbum a solo saiu em 2001 com o título Kiss tha Game Goodbye. Passados três anos Jason Phillips regressa com Kiss of Death, que conta com os singles "Kiss of Death", "Why?", com Anthony Hamilton e "U Make Me Wanna", com Mariah Carey.
Jadakiss é dono de um flow capaz de deixar qualquer ouvinte boquiaberto e esse fator torna todas as suas músicas extremamente agradáveis de ouvir.
Em 2006 fez uma participação no álbum da atriz e cantora Paris Hilton ao lado de Fat Joe na música "Figthin Over Me".

## Empreendimentos
Junto com o seu amigo de longa data e parceiro de negócios, Jay Jackson, Jadakiss lançou um coletivo criativo de multimídia on-line chamado SoRaspy [12] , que também serve como uma empresa de guarda-chuva para seus empreendimentos empresariais que incluem uma publicação online, gravadora, roupa, e um canal no YouTube. [13]
Reinvestir em sua comunidade, no verão de 2014, Jadakiss e Styles P abriu um bar de sumos em Yonkers, Nova York, chamado Juice For Life. [14]

## Vida pessoal

### Questões legais
Em julho de 2004, Jadakiss foi preso na Carolina do Norte sob a acusação de maconha e posse de arma. [15] [16] Alguns meses mais tarde, ele chegou a um acordo judicial por acusações de contravenção e foi condenado a pagar uma multa de $ 900.
Em 7 de outubro de 2006, Jadakiss foi novamente preso em sua cidade natal de Yonkers, Nova York, com armas e drogas. [16] [18] Um porta-voz de Yonkers do Departamento de Polícia disse que Jadakiss foi um dos quatro homens sentados em um 2006 Toyota Camry que estava estacionado perto do cruzamento da Nepperhan Avenue e Elm Street em Yonkers em cerca de 5 horas de sábado. Autoridades disseram que o condutor do veículo estava se comportando estranhamente e disse que eles notaram um forte odor de maconha enquanto se aproximava do carro. Dentro do veículo, a polícia encontrou um revólver calibre 38 que havia sido roubado. Segundo a Associated Press, a arma estava carregada. [16] [18] Todos os ocupantes foram acusados de posse de uma arma de fogo roubada; Jadakiss também foi acusado de posse de maconha (uma pequena quantidade foi encontrado em sua pessoa). [16] [18] O motorista, Darnell Frazier, foi acusado de dirigir sob a influência. Os outros dois homens no veículo são listados como Benjamin Lockhart e Kristian Smith.Todos foram remanejados para Westchester County Jail e foram realizadas pelo menos até terça-feira da semana seguinte, quando eles estavam no tribunal.

## Controvérsias

### Conflito com 50 Cent
Em 2004, Jadakiss e Fat Joe foram apresentados em Ja Rule "New York". Nesta canção, Ja Rule levou tiros subliminar, mas óbvia, de 50 Cent. Por sua vez, 50 Cent fez uma canção chamada "Piggy Bank", no qual ele disses Fat Joe e Jadakiss. Isso fez com Jadakiss Lançasse l"Checkmate", "Problem Child", "Shots Fired" e "I'm Sorry Ms. Jackson". 50 Cent juntamente com sua equipe G-Unit respondeu com canções como "I Run New York", "Window Shopper" e "Wish Death", de Lloyd Banks. Jadakiss desafiado 50 Cent para uma batalha no palco no Madison Square Garden para um milhão de dólares, mas 50 Cent diminuiu. A contenda foi resolvido mais tarde, com os respectivos partidos a se apresentar juntos, 50 Cent Thisis50 Festival , Em 2010 os dois lançaram uma música juntos, finalizando ali, qualquer tipo de desavença.

## Discografia

### Álbuns
- 2001 - Kiss tha Game Goodbye
- 2004 - Kiss of Death
- 2009 - The Last Kiss
- 2015-Top 5 Dead or Alive
- 2017- Friday on Elm Street com Fabolous
- 2020 - Ignatius

### Com D-Block
- 1998 - Money, Power & Respect
- 2000 - We Are the Streets

## Singles

### Solo
| Ano  | Música                                 | Top 100 | Hot R&B | Hot Rap | Álbum                 |
| ---- | -------------------------------------- | ------- | ------- | ------- | --------------------- |
| 2001 | "We Gonna Make It" (feat. Styles P)    | -       | 53      | 5       | Kiss tha Game Goodbye |
| 2001 | "Knock Yourself Out"                   | -       | 34      | -       | Kiss tha Game Goodbye |
| 2001 | "Put Ya Hands Up"                      | -       | 80      | -       | Kiss tha Game Goodbye |
| 2004 | "Time's Up!" (feat. Nate Dogg)         | 70      | 26      | 19      | Kiss of Death         |
| 2004 | "Why" (feat. Anthony Hamilton)         | 11      | 4       | 3       | Kiss of Death         |
| 2004 | "U Make Me Wanna" (feat. Mariah Carey) | 21      | 8       | 9       | Kiss of Death         |

## Remixes
- "Ruff Ryders Anthem" (Remix) (DMX, feat. Drag-On, Jadakiss, Styles P & Eve)
- "Family Affair" (Remix) (Mary J. Blige, feat. Jadakiss & Fabolous)
- "Keepin It Gangsta" (Remix) (Fabolous feat. Styles P, Jadakiss, Paul Cain & M.O.P.)
- "Made You Look" (Remix) (Nas, feat. Jadakiss & Ludacris)
- "Why" (Remix) (Jadakiss feat. Styles P, Anthony Hamilton, Common & Nas)
- "Kiss Your Ass Goodbye" (Extended Remix) (Sheek Louch feat. Fabolous, The Game, Beanie Sigel, Jadakiss & Styles P)
- "Never Scared" (Remix) (Bone Crusher feat. Cam'ron, Jadakiss & Busta Rhymes)
- "We Belong Together" (Remix) (Mariah Carey, feat. Jadakiss & Styles P)
- "Good Times" (Remix) Styles P feat. Birdman, Drag-On, J-Hood, Sheek Louch & Jadakiss)
- "Kiss Of Death" (Remix) (Jadakiss feat. T.I., Stat Quo & Styles P)
- "Push It" (Remix) (Rick Ross feat. Bun B, Jadakiss, Styles P & The Game)
- "Hip-Hop" (Remix) (Joell Ortiz, feat. Jadakiss & Saigon)
- "It's Me Bitches" (Remix) (Swizz Beatz feat. Lil' Wayne, R. Kelly, & Jadakiss)
- "Heaven (Only Knows)" (Remix) (John Legend feat. Jadakiss)
- "Go Getta" (Remix) (Young Jeezy, feat. R. Kelly, Jadakiss & Bun B)
- "Wall To Wall" (Remix) (Chris Brown feat. Jadakiss)
- "Ay Bay-Bay" (remix) (Hurricane Chris feat. Jadakiss, Lil' Boosie, Birdman, The Game, & E-40)